# Kopparindigo

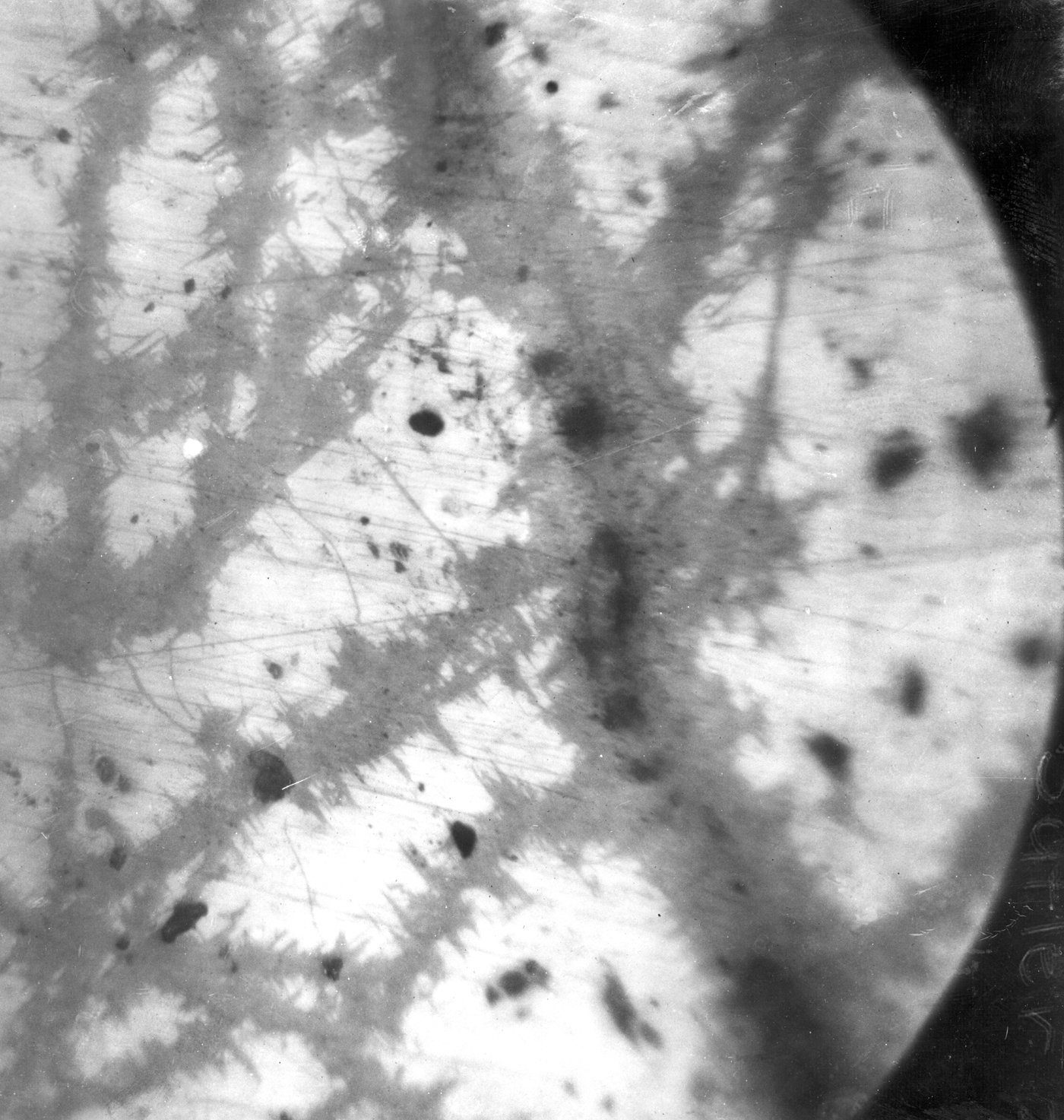
Covellit (grå) ersätter och täcker kopparkis (ljus), polerad sektion från Horn Silver Mine, San Francisco Mining District, Utah. Förstorad till 210 diametrar.

Kopparindigo eller covellin, är ett sällsynt mineral av kopparsulfid, kristalliserad hexagonalt, men ofta insprängt i begränsad mängd i andra mineral eller i aggregat. Även om det inte är en viktig kopparmalm i sig är det välkänt för mineralsamlare.
Mineralet finns i allmänhet i zoner med sekundär anrikning (supergen) av kopparsulfidavlagringar. Vanligtvis som beläggningar på kalcocit, kalcopyrit, bornit, enargit, pyrit och andra sulfider, förekommer det ofta som pseudomorfa ersättningar av andra mineraler. De första uppgifterna om mineralet är från Vesuvius och det uppkallades 1832 formellt efter N. Covelli.
Kopparindigo är lätt klyvbart och mjukt (hårdhetsgrad 1,5-2), blåsvart med svart, skimrade streck, antingen matt eller fettglänsande. Kopparindigo förekommer mest som förvittningsprodukt för andra kopparsulfidmineral som Mansfelder kopparskiffern i Chile och Bolivia. Kopparindigo förekommer sällsynt som sublimationsprodukt i Vesuvius.

## Sammansättning
Covellin tillhör den binära kopparsulfidgruppen, som har formeln CuxSy och kan ha ett brett koppar/svavelförhållande, från 1:2 till 2:1 (Cu/S). Denna serie är dock inte på något sätt kontinuerlig och homogenitetsintervallet för covellin CuS är smalt. Material rika på svavel CuSx där x är ca 1,1- 1,2 finns, men de uppvisar "överstrukturer", en modulering av strukturens hexagonala jordplan som spänner över ett antal intilliggande enhetsceller. Detta tyder på att flera av covellins speciella egenskaper är resultatet av molekylstruktur på denna nivå.
Som beskrivits för kopparmonosulfid är tilldelningen av formella oxidationstillstånd till atomerna som utgör covellin vilseledande. Formeln kan tyckas föreslå beskrivningen Cu2+, S2−. Faktum är att atomstrukturen visar att koppar och svavel var och en antar två olika geometrier. Men fotoelektronspektroskopi, magnetiska och elektriska egenskaper visar alla på frånvaro av Cu2+ (d9) joner. Till skillnad från oxiden CuO är materialet inte en magnetisk halvledare utan en metallisk ledare med svag Pauli-paramagnetism. Mineralet beskrivs alltså bättre som att det består av Cu+ och S− snarare än Cu2+ och S2−. Jämfört med pyrit med ett icke-slutet skal av S− som parar sig för att bilda S22−, finns det bara 2/3 av svavelatomerna. Den andra 1/3 förblir oparad och bildar tillsammans med Cu-atomer hexagonala lager som påminner om bornitrid (grafitstruktur). Således skulle en beskrivning Cu+3S−S22− verka lämplig med ett delokaliserat hål i valensbandet som leder till metallisk konduktivitet. Efterföljande bandstrukturberäkningar tyder dock på att hålet är mer lokaliserat på svavelparen än på det oparade svavlet. Detta betyder att Cu+3S2−S2− med ett blandat svaveloxidationstillstånd -2 och -1/2 är mer lämpligt. Trots den utökade formeln Cu+3S2−S2− från forskare 1976 och 1993, har andra kommit med variationer, som Cu+4Cu2+2(S2)2S2.

## Struktur
För en kopparsulfid har covellin en komplicerad lamellstruktur, med alternerande lager av CuS och Cu2S2 med kopparatomer med trigonal plan (ovanlig) respektive tetraedrisk koordination. Skikten är förbundna med S-S-bindningar (baserade på Van der Waals-krafter) kända som S2 dimerer. Cu 2S2 lager har bara en l/3-bindning längs c-axeln (vinkelrätt mot lager), alltså endast en bindning i den riktningen för att skapa en perfekt klyvning {0001 }. Konduktiviteten är högre över skikten på grund av de delvis fyllda 3p-orbitalerna, vilket underlättar elektronmobilitet.

## Bildning

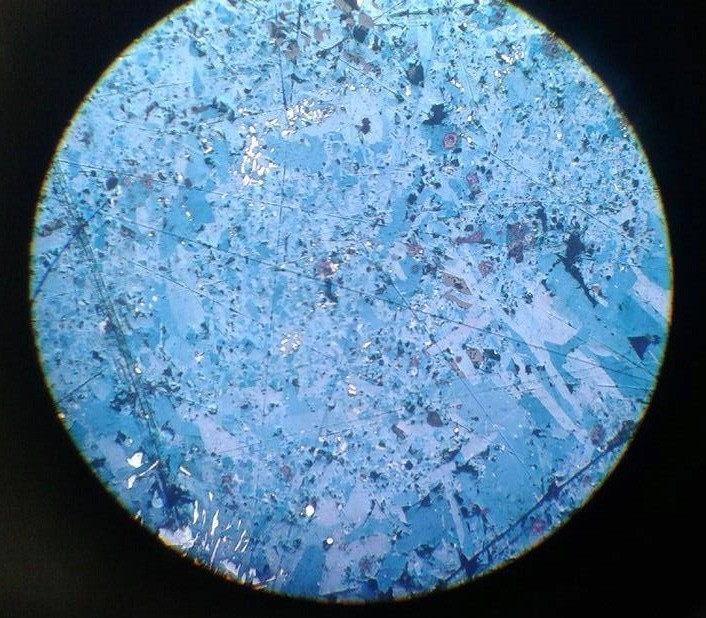
Mikroskopbild av covellin

### Naturlig förekomst
Covellin finns vanligtvis som ett sekundärt kopparmineral i avlagringar. Covellin är känd för att bildas i väderpåverkande miljöer i ytliga avlagringar där koppar är den primära sulfiden. Som ett primärt mineral är bildningen av covellin begränsad till hydrotermiska förhållanden, och hittas därför sällan som sådan i kopparmalmavlagringar eller som ett vulkaniskt sublimat.

### Syntetisk
Covellins unika kristallstruktur är relaterad till dess komplexa oxidativa bildningsförhållanden, som man ser när man försöker syntetisera covellin. Dess bildning beror också på tillståndet och historiken för de associerade sulfider som den härrörde från. Experimentella bevis visar att ammoniummetavanadat (NH4VO3) är en potentiellt viktig katalysator för covellins fasta tillståndsomvandling från andra kopparsulfider. Forskare upptäckte att covellin även kan produceras i labbet under anaeroba förhållanden genom sulfatreducerande bakterier vid en mängd olika temperaturer. Ytterligare forskning återstår dock (2023), för även om mängden covellin kan vara hög, hämmas tillväxten av dess kristallstorlek av bakteriernas fysiska begränsningar. Det har experimentellt påvisats att närvaron av ammoniumvanadat är viktig vid omvandlingen av andra kopparsulfider i fast tillstånd till covellinkristaller.

## Förekomst

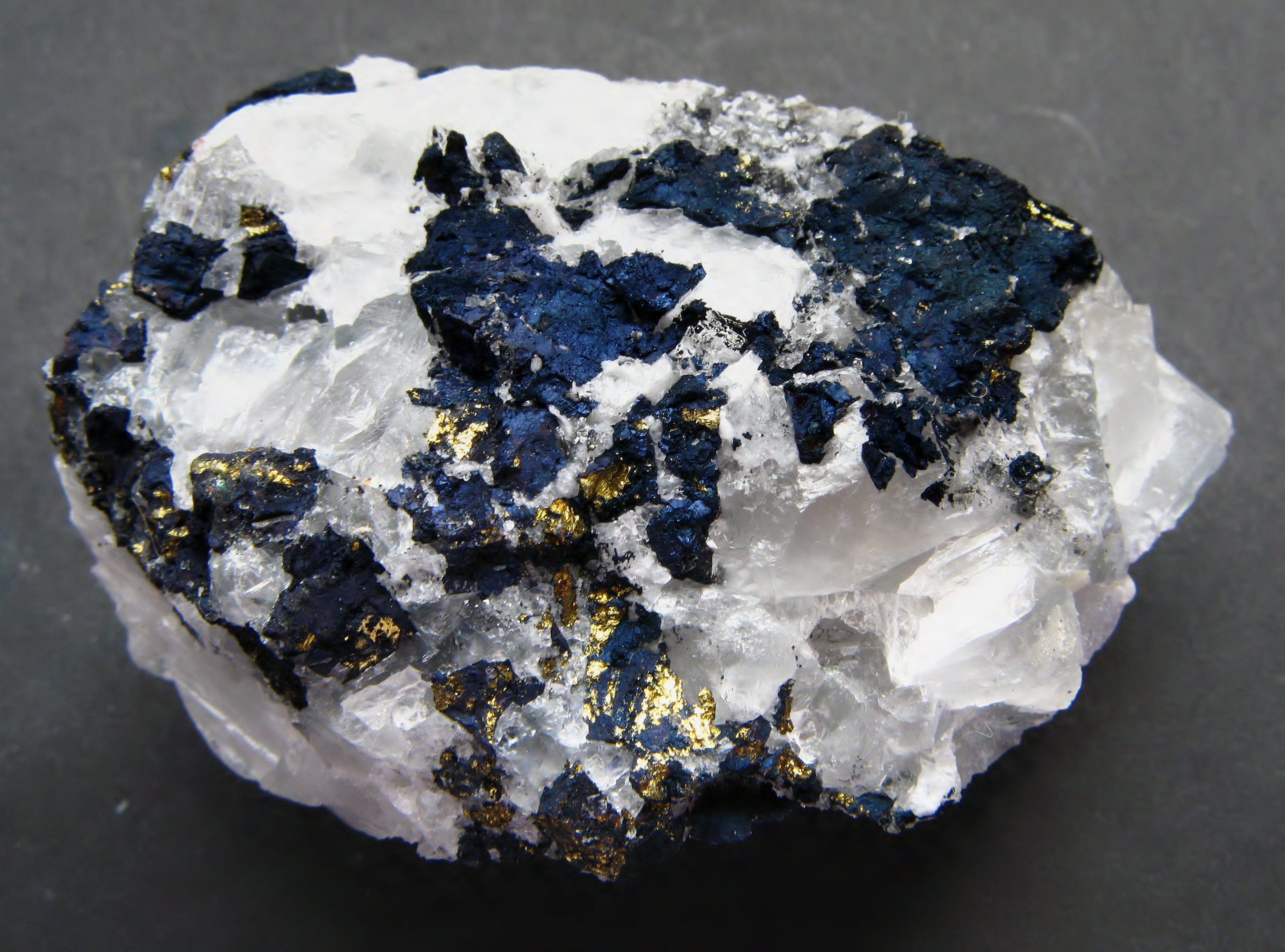
Covellin från the Schwarzwald, Tyskland

Covellins förekomst är utbredd runt om i världen, på ett betydande antal platser i Centraleuropa, Kina, Australien, västra USA och Argentina. Många finns nära orogena bälten, där orografisk nederbörd ofta spelar en roll för vittringen. Ett exempel på primär mineralbildning finns i hydrotermiska vener på 1 150 m djup i Silver Bow County, Montana. Som ett sekundärt mineral bildas covellin även när sjunkande ytvatten i supergenanrikningszonen oxiderar och återavsätter covellin på hypogena sulfider (pyrit och kalcopyrit) på samma plats. En ovanlig förekomst av covellin hittades som ersatte organiskt stoft i de röda bäddarna i New Mexico.
Nicola Covelli (1790-1829), upptäckaren av mineralet, var professor i botanik och kemi men var intresserad av geologi och vulkanologi, särskilt Vesuvius utbrott. Hans studier av dess lava ledde till upptäckten av flera okända mineraler, bland annat covellin.

## Användning

### Supraledare
Covellin var den första identifierade naturligt förekommande supraledaren. Ramverket för CuS3/CuS2 tillåter ett elektronöverskott som underlättar supraledning under vissa tillstånd, med exceptionellt låg värmeförlust. Materialvetenskapen är nu medveten om flera av covellins gynnsamma egenskaper och flera forskare är inriktade på att syntetisera covellin. Användning av covellin CuS supraledningsforskning kan ses i litiumbatteriers katoder, ammoniumgassensorer och elektriska solenergiapparater med tunna filmer av kalkogenid av metall.

### Litiumjonbatterier
Forskning om alternativa katodmaterial för litiumbatterier undersöker ofta de komplexa variationerna i stökiometri och tetraederskiktad struktur hos kopparsulfider. Fördelarna är begränsad toxicitet och låga kostnader. Den höga elektriska ledningsförmågan hos covellin (10−3 S cm−1) och en hög teoretisk kapacitet (560 mAh/g) med platta urladdningskurvor vid cykling kontra Li+/Li har bestämts spela avgörande roller för kapaciteten. Mångfalden av metoder för formationer är också en faktor för de låga kostnaderna. Emellertid har problem med cykelstabilitet och kinetik begränsat framstegen med att använda covellin i vanliga litiumbatterier fram till framtida utvecklingar inom dess forskning.

### Nanostrukturer
Elektronrörligheten och fria hålstäthetsegenskaper hos covellin gör det till ett attraktivt val för nanoblodplättar och nanokristaller eftersom de ger strukturerna förmågan att variera i storlek. Denna förmåga kan dock begränsas av den plattliknande struktur som alla kopparsulfider har. Dess anisotropa elektriska ledningsförmåga har experimentellt bevisats vara högre inom skikt (det vill säga vinkelrätt mot c-axeln). Forskare har visat att covellinnanotrombocyter på cirka två nanometer tjocka, med en enhetscell och två kopparatomskikt, och diametrar runt 100 nanometer är idealiska dimensioner för elektrokatalysatorer i syrereduktionsreaktioner (ORR). Basalplanen upplever preferentiell syreadsorption och större yta underlättar elektronöverföring. Däremot, med omgivande förhållanden, har nanoblodplättar med dimensioner på fyra nanometer bredd och större än 30 nanometer diameter syntetiserats experimentellt med mindre kostnad och energi. Omvänt har lokaliserade ytplasmonresonanser som observerats i covellin-nanopartiklar nyligen kopplats till den stökiometriberoende bandgapnyckeln för nanokristaller. Således utforskas framtida kemiska avkänningsanordningar, elektronik och andra instrument med användning av nanostrukturer med covellin CuS.